# Somabrachys
Somabrachys är ett släkte av fjärilar. Somabrachys ingår i familjen Somabrachyidae.

## Dottertaxa tillSomabrachys, i alfabetisk ordning[1]
- Somabrachys adherbal
- Somabrachys aegrota
- Somabrachys albinervis
- Somabrachys arcanaria
- Somabrachys atrinervis
- Somabrachys capsitana
- Somabrachys chretieni
- Somabrachys codeti
- Somabrachys dubar
- Somabrachys federzonii
- Somabrachys fumosa
- Somabrachys guillaumei
- Somabrachys gulussa
- Somabrachys hiempsal
- Somabrachys holli
- Somabrachys infuscata
- Somabrachys khenchelae
- Somabrachys klugi
- Somabrachys kroumira
- Somabrachys manastabal
- Somabrachys maroccana
- Somabrachys massiva
- Somabrachys micripsa
- Somabrachys mogadorensis
- Somabrachys nisseni
- Somabrachys powelli
- Somabrachys ragmata
- Somabrachys robusta
- Somabrachys unicolor
- Somabrachys zion